# Okres Volovec
Okres Volovec, též Volovecký rajón (ukrajinsky Воловецький район, Voloveckyj rajon) je bývalá správní jednotka na úrovni okresu v Zakarpatské oblasti na Ukrajině. V červenci 2020 bylo během administrativně-teritoriální reformy, která snížila počet okresů oblasti ze 13 na 6, celé jeho území začleněno do okresu Mukačevo.
Centrem hornatého rajónu s rozlohou 544 km² byl Volovec a v 24 obcích a dvou sídlech městského typu žilo v roce 2012 přibližně 25 400 obyvatel.